# Mecynorhina harrisii
Mecynorhina harrisii är en skalbaggsart. Mecynorhina harrisii ingår i släktet Mecynorhina och familjen Cetoniidae.

## Underarter
Arten delas in i följande underarter:
- M. h. dedzaensis
- M. h. harrisii
- M. h. haroldii
- M. h. eximia
- M. h. peregrina